# Mistrzostwa Europy w Pływaniu na krótkim basenie 2017
23. Mistrzostwa Europy w Pływaniu na krótkim basenie odbywały się w dniach 13–17 grudnia 2017 roku w Royal Arenie położonej w dzielnicy Kopenhagi, Ørestad.

## Wybór gospodarza
9 października 2015 roku Europejska Federacja Pływacka (LEN) poinformowała, że mistrzostwa zorganizuje Kopenhaga, która pokonała w głosowaniu propozycje z Polski i Włoch.

## Medaliści

### Mężczyźni
| Konkurencja                            | Złoto | Złoto       | Srebro | Srebro   | Brąz | Brąz     |
| Konkurencja                            | Zawodnik | Czas        | Zawodnik | Czas     | Zawodnik | Czas     |
| Styl dowolny                           | |             | |          | |          |
| 50 metrów                              | Władimir Morozow · Rosja | 20,31 ,     | Benjamin Proud · Wielka Brytania | 20,66    | Luca Dotto · Włochy | 20,78    |
| 100 metrów                             | Luca Dotto · Włochy | 46,11       | Pieter Timmers · Belgia | 46,54    | Duncan Scott · Wielka Brytania                                                                                              | 46,64    |
| 200 metrów                             | Danas Rapšys · Litwa | 1:40,85     | Aleksandr Krasnych · Rosja | 1:42,22  | Duncan Scott · Wielka Brytania                                                                                              | 1:43,07  |
| 400 metrów                             | Aleksandr Krasnych · Rosja | 3:35,51     | Péter Bernek · Węgry | 3:37,14  | Henrik Christiansen · Norwegia                                                                                              | 3:38,63  |
| 1500 metrów                            | Mychajło Romanczuk · Ukraina | 14:14,59    | Gregorio Paltrinieri · Włochy | 14:22,93 | Henrik Christiansen · Norwegia                                                                                              | 14:25,66 |
| Styl grzbietowy                        | |             | |          | |          |
| 50 metrów                              | Simone Sabbioni · Włochy | 23,05       | Klimient Kolesnikow · Rosja | 23,07 WJ | Jérémy Stravius · Francja                                                                                                   | 23,12    |
| 100 metrów                             | Klimient Kolesnikow · Rosja | 48,99 WJ    | Simone Sabbioni · Włochy | 49,68    | Robert Glință · Rumunia | 49,99    |
| 200 metrów                             | Klimient Kolesnikow · Rosja | 1:48,02 WJ, | Radosław Kawęcki · Polska | 1:48,46  | Danas Rapšys · Litwa | 1:49,06  |
| Styl klasyczny                         | |             | |          | |          |
| 50 metrów                              | Fabio Scozzoli · Włochy | 25,62 ,     | Kiriłł Prigoda · Rosja | 25,68    | Adam Peaty · Wielka Brytania                                                                                                | 25,70    |
| 100 metrów                             | Adam Peaty · Wielka Brytania | 55,94 ,     | Fabio Scozzoli · Włochy | 56,15    | Kiriłł Prigoda · Rosja | 56,28    |
| 200 metrów                             | Kiriłł Prigoda · Rosja | 2:01,11     | Marco Koch · Niemcy | 2:01,52  | Michaił Dorinow · Rosja | 2:01,85  |
| Styl motylkowy                         | |             | |          | |          |
| 50 metrów                              | Aleksandr Popkow · Rosja | 22,42       | Andrij Howorow · Ukraina | 22,43    | Benjamin Proud · Wielka Brytania · Sebastian Sabo · Serbia                                                                  | 22,44    |
| 100 metrów                             | Matteo Rivolta · Włochy | 49,93       | Piero Codia · Włochy | 49,96    | Marius Kusch · Niemcy | 50,01    |
| 200 metrów                             | Aleksandr Charłanow · Rosja | 1:50,54     | Andreas Wazeos · Grecja | 1:51,23  | Tamás Kenderesi · Węgry | 1:52,25  |
| Styl zmienny                           | |             | |          | |          |
| 100 metrów                             | Marco Orsi · Włochy | 51,76       | Siergiej Fiesikow · Rosja | 51,94    | Kyle Stolk · Holandia | 51,99    |
| 200 metrów                             | Philip Heintz · Niemcy | 1:52,41     | Andreas Wazeos · Grecja | 1:53,27  | Tomoe Zenimoto Hvas · Norwegia                                                                                              | 1:54,16  |
| 400 metrów                             | Péter Bernek · Węgry | 3:59,47     | Philip Heintz · Niemcy | 4:03,16  | Gergely Gyurta · Węgry | 4:06,33  |
| Sztafety                               | |             | |          | |          |
| Sztafeta 4 × 50 metrów stylem dowolnym | Rosja · Klimient Kolesnikow (21,24) WJ · Władimir Morozow (20,59) · Siergiej Fiesikow (20,49) · Michaił Wiekowiszczew (20,91) · Aleksandr Popkow · Iwan Kuzmienko                     | 1:23,23     | Włochy · Luca Dotto (20,92) · Lorenzo Zazzeri (20,83) · Alessandro Miressi (21,17) · Marco Orsi (20,75) · Andrea Vergani                                          | 1:23,67  | Polska · Paweł Juraszek (21,20) · Filip Wypych (21,13) · Jakub Książek (21,33) · Konrad Czerniak (20,78) · Kacper Stokowski | 1:24,44  |
| Sztafeta 4 × 50 metrów stylem zmiennym | Rosja · Klimient Kolesnikow (22,83) WJ · Kiriłł Prigoda (25,26) · Aleksandr Popkow (22,11) · Władimir Morozow (20,24) · Nikita Uljanow · Aleksandr Sadownikow · Michaił Wiekowiszczew | 1:30,44     | Włochy · Simone Sabbioni (23,14) · Fabio Scozzoli (25,45) · Piero Codia (22,72) · Luca Dotto (20,60) · Niccolò Bonacchi · Nicolò Martinenghi · Alessandro Miressi | 1:31,91  | Białoruś · Pawieł Sankowicz (23,16) · Ilja Szymanowicz (25,48) · Jauhien Curkin (22,23) · Anton Łatkin (21,19)              | 1:32,06  |

### Kobiety
| Konkurencja                            | Złoto | Złoto   | Srebro | Srebro  | Brąz | Brąz    |
| Konkurencja                            | Zawodniczka | Czas    | Zawodniczka | Czas    | Zawodniczka | Czas    |
| Styl dowolny                           | |         | |         | |         |
| 50 metrów                              | Sarah Sjöström · Szwecja | 23,30   | Ranomi Kromowidjojo · Holandia | 23,31   | Pernille Blume · Dania | 23,49 = |
| 100 metrów                             | Ranomi Kromowidjojo · Holandia | 50,95 , | Sarah Sjöström · Szwecja | 51,03   | Pernille Blume · Dania | 51,63   |
| 200 metrów                             | Charlotte Bonnet · Francja | 1:52,19 | Femke Heemskerk · Holandia | 1:53,41 | Wieronika Andrusienko · Rosja                                                                                                 | 1:53,75 |
| 400 metrów                             | Boglárka Kapás · Węgry | 3:58,15 | Sarah Köhler · Niemcy | 3:59,12 | Julia Hassler · Liechtenstein                                                                                                 | 4:02,43 |
| 800 metrów                             | Sarah Köhler · Niemcy | 8:10,65 | Boglárka Kapás · Węgry | 8:11,13 | Simona Quadarella · Włochy | 8:16,53 |
| Styl grzbietowy                        | |         | |         | |         |
| 50 metrów                              | Katinka Hosszú · Węgry | 25,95   | Alicja Tchórz · Polska | 26,09   | Maaike de Waard · Holandia | 26,40   |
| 100 metrów                             | Katinka Hosszú · Węgry | 55,66   | Kira Toussaint · Holandia | 56,21   | Marija Kamieniewa · Rosja | 57,01   |
| 200 metrów                             | Katinka Hosszú · Węgry | 2:01,59 | Daryna Zewina · Ukraina | 2:02,27 | Margherita Panziera · Włochy                                                                                                  | 2:02,43 |
| Styl klasyczny                         | |         | |         | |         |
| 50 metrów                              | Rūta Meilutytė · Litwa | 29,36   | Jenna Laukkanen · Finlandia | 29,54   | Sophie Hansson · Szwecja | 29,77   |
| 100 metrów                             | Rūta Meilutytė · Litwa | 1:03,79 | Jenna Laukkanen · Finlandia | 1:04,25 | Jessica Vall · Hiszpania | 1:04,80 |
| 200 metrów                             | Jessica Vall · Hiszpania | 2:18,41 | Rikke Møller Pedersen · Dania | 2:19,53 | Fanny Lecluyse · Belgia | 2:19,68 |
| Styl motylkowy                         | |         | |         | |         |
| 50 metrów                              | Ranomi Kromowidjojo · Holandia | 24,78   | Emilie Beckmann · Dania | 25,16   | Maaike de Waard · Holandia | 25,46   |
| 100 metrów                             | Sarah Sjöström · Szwecja | 55,00   | Marie Wattel · Francja | 55,97   | Emilie Beckmann · Dania | 56,28   |
| 200 metrów                             | Franziska Hentke · Niemcy | 2:03,92 | Ilaria Bianchi · Włochy | 2:04,22 | Lara Grangeon · Francja | 2:04,31 |
| Styl zmienny                           | |         | |         | |         |
| 100 metrów                             | Katinka Hosszú · Węgry | 56,97   | Sarah Sjöström · Szwecja | 57,92   | Susann Bjørnsen · Norwegia | 59,26   |
| 200 metrów                             | Katinka Hosszú · Węgry | 2:04,43 | Evelyn Verrasztó · Węgry | 2:08,09 | Ilaria Cusinato · Włochy | 2:08,19 |
| 400 metrów                             | Katinka Hosszú · Węgry | 4:24,78 | Lara Grangeon · Francja | 4:28,77 | Fantine Lesaffre · Francja | 4:30,68 |
| Sztafety                               | |         | |         | |         |
| Sztafeta 4 × 50 metrów stylem dowolnym | Holandia · Ranomi Kromowidjojo (23,42) · Femke Heemskerk (23,19) · Tamara van Vliet (23,65) · Valerie van Roon (23,65) · Kim Busch · Kira Toussaint | 1:33,91 | Szwecja · Michelle Coleman (24,42) · Sarah Sjöström (22,94) · Louise Hansson (24,21) · Nathalie Lindborg (24,35) · Magdalena Kuras                                    | 1:35,92 | Dania · Emilie Beckmann (24,61) · Mie Nielsen (24,10) · Julie Jensen (23,89) · Pernille Blume (23,42) · Emily Gantriis        | 1:36,02 |
| Sztafeta 4 × 50 metrów stylem zmiennym | Szwecja · Hanna Rosvall (26,96) · Sophie Hansson (29,30) · Sarah Sjöström (24,27) · Michelle Coleman (23,90) · Sara Junevik                         | 1:44,43 | Dania · Julie Jensen (26,97) · Rikke Møller Pedersen (30,00) · Emilie Beckmann (24,82) · Pernille Blume (23,21) · Josefine Pedersen · Caroline Erichsen · Mie Nielsen | 1:45,00 | Francja · Mathilde Cini (26,72) · Charlotte Bonnet (30,01) · Mélanie Henique (24,80) · Marie Wattel (23,82) · Fanny Deberghes | 1:45,35 |

### Sztafety mieszane
| Konkurencja                                     | Złoto | Złoto     | Srebro | Srebro  | Brąz | Brąz    |
| Konkurencja                                     | Reprezentacja | Czas      | Reprezentacja | Czas    | Reprezentacja | Czas    |
| Sztafeta mieszana 4 × 50 metrów stylem dowolnym | Holandia · Nyls Korstanje (21,42) · Kyle Stolk (20,66) · Ranomi Kromowidjojo (23,01) · Femke Heemskerk (23,30) · Jesse Puts · Tamara van Vliet · Valerie Roon | 1:28,39   | Rosja · Władimir Morozow (20,55) · Siergiej Fiesikow (20,67) · Marija Kamieniewa (23,82) · Rozalija Nasrietdinowa (23,49) · Klimient Kolesnikow · Michaił Wiekowiszczew | 1:28,53 | Włochy · Luca Dotto (20,87) · Marco Orsi (20,74) · Federica Pellegrini (24,12) · Erika Ferraioli (23,65) · Lorenzo Zazzeri · Andrea Vergani | 1:29,38 |
| Sztafeta mieszana 4 × 50 metrów stylem zmiennym | Holandia · Kira Toussaint (26,13) · Arno Kamminga (26,03) · Joeri Verlinden (22,46) · Ranomi Kromowidjojo (23,09) · Timon Evenhuis · Tamara van Vliet         | 1:37,71 , | Białoruś · Pawieł Sankowicz (22,89) · Ilja Szymanowicz (25,32) · Anastasija Szkurdai (25,28) · Julija Chitra (24,25)                                                    | 1:37,74 | Francja · Jérémy Stravius (22,94) · Théo Bussière (26,25) · Mélanie Henique (25,39) · Charlotte Bonnet (23,17)                              | 1:37,75 |

## Klasyfikacja medalowa
| Miejsce | Państwo         | Złoto | Srebro | Brąz | Razem |
| ------- | --------------- | ----- | ------ | ---- | ----- |
| 1.      | Rosja           | 9     | 5      | 4    | 18    |
| 2.      | Węgry           | 8     | 3      | 2    | 13    |
| 3.      | Włochy          | 5     | 7      | 5    | 17    |
| 4.      | Holandia        | 5     | 3      | 3    | 11    |
| 5.      | Niemcy          | 3     | 3      | 1    | 7     |
| 5.      | Szwecja         | 3     | 3      | 1    | 7     |
| 7.      | Litwa           | 3     | 0      | 1    | 4     |
| 8.      | Francja         | 1     | 2      | 5    | 8     |
| 9.      | Ukraina         | 1     | 2      | 0    | 3     |
| 10.     | Wielka Brytania | 1     | 1      | 4    | 6     |
| 11.     | Hiszpania       | 1     | 0      | 1    | 2     |
| 12.     | Dania           | 0     | 3      | 4    | 7     |
| 13.     | Polska          | 0     | 2      | 1    | 3     |
| 14.     | Finlandia       | 0     | 2      | 0    | 2     |
| 15.     | Grecja          | 0     | 2      | 0    | 2     |
| 16.     | Belgia          | 0     | 1      | 1    | 2     |
| 16.     | Białoruś        | 0     | 1      | 1    | 2     |
| 18.     | Norwegia        | 0     | 0      | 4    | 4     |
| 19.     | Liechtenstein   | 0     | 0      | 1    | 1     |
| 19.     | Rumunia         | 0     | 0      | 1    | 1     |
| 19.     | Serbia          | 0     | 0      | 1    | 1     |
| Razem   | Razem           | 40    | 40     | 41   | 121   |

## Rekordy
Podczas zawodów ustanowiono następujące rekordy świata, Europy i mistrzostw.

### Rekordy świata
| Data       | Konkurencja                                        | Czas    | Zawodnik / Zawodniczka                                                                                | Reprezentacja |
| ---------- | -------------------------------------------------- | ------- | --- | ------------- |
| 15 grudnia | 4 × 50 m stylem dowolnym kobiet – finał            | 1:33,91 | Ranomi Kromowidjojo (23,42) Femke Heemskerk (23,19) Tamara van Vliet (23,65) Valerie van Roon (23,65) | Holandia      |
| 16 grudnia | sztafeta mieszana 4 × 50 m stylem dowolnym – finał | 1:28,39 | Nyls Korstanje (21,42) Kyle Stolk (20,66) Ranomi Kromowidjojo (23,01) Femke Heemskerk (23,30)         | Holandia      |
| 17 grudnia | 4 × 50 m stylem zmiennym mężczyzn – finał          | 1:30,44 | Klimient Kolesnikow (22,83) Kiriłł Prigoda (25,26) Aleksandr Popkow (22,11) Władimir Morozow (20,24)  | Rosja         |

### Rekordy Europy
| Data       | Konkurencja                                   | Czas    | Zawodnik / Zawodniczka | Reprezentacja   | Źr.    |
| ---------- | --------------------------------------------- | ------- | ---------------------- | --------------- | ------ |
| 13 grudnia | 50 m stylem klasycznym mężczyzn – półfinał 2  | = 25,72 | Kiriłł Prigoda         | Rosja           | [ 44 ] |
| 13 grudnia | 50 m stylem klasycznym mężczyzn – finał       | 25,62   | Fabio Scozzoli         | Włochy          |        |
| 15 grudnia | 100 m stylem klasycznym mężczyzn – półfinał 2 | 56,02   | Kiriłł Prigoda         | Rosja           | [ 45 ] |
| 16 grudnia | 100 m stylem klasycznym mężczyzn – finał      | 55,94   | Adam Peaty             | Wielka Brytania |        |

### Rekordy mistrzostw
| Data       | Konkurencja                                        | Czas    | Zawodnik / Zawodniczka                                                                           | Reprezentacja   | Źr.    |
| ---------- | -------------------------------------------------- | ------- | ------------------------------------------------------------------------------------------------ | --------------- | ------ |
| 13 grudnia | 50 m stylem klasycznym mężczyzn – eliminacje       | 26,05   | Peter Stevens                                                                                    | Słowenia        | [ 46 ] |
| 13 grudnia | 50 m stylem klasycznym mężczyzn – eliminacje       | 26,03   | Kiriłł Prigoda                                                                                   | Rosja           |        |
| 13 grudnia | 50 m stylem klasycznym mężczyzn – eliminacje       | 25,90   | Fabio Scozzoli                                                                                   | Włochy          |        |
| 13 grudnia | 50 m stylem klasycznym mężczyzn – półfinał 1       | 25,81   | Adam Peaty                                                                                       | Wielka Brytania | [ 44 ] |
| 13 grudnia | 200 m stylem grzbietowym mężczyzn – finał          | 1:48,02 | Klimient Kolesnikow                                                                              | Rosja           |        |
| 14 grudnia | sztafeta mieszana 4 × 50 m stylem zmiennym – finał | 1:37,71 | Kira Toussaint (26,13) Arno Kamminga (26,03) Joeri Verlinden (22,46) Ranomi Kromowidjojo (23,09) | Holandia        |        |
| 15 grudnia | 50 m stylem dowolnym mężczyzn – półfinał 2         | 20,45   | Władimir Morozow                                                                                 | Rosja           |        |
| 15 grudnia | 100 m stylem dowolnym kobiet – finał               | 50,95   | Ranomi Kromowidjojo                                                                              | Holandia        |        |
| 15 grudnia | 100 m stylem klasycznym mężczyzn – półfinał 1      | 56,24   | Adam Peaty                                                                                       | Wielka Brytania | [ 45 ] |
| 15 grudnia | 50 m stylem dowolnym mężczyzn – finał              | 20,31   | Władimir Morozow                                                                                 | Rosja           |        |
| 17 grudnia | 100 m stylem motylkowym kobiet – finał             | 55,00   | Sarah Sjöström                                                                                   | Szwecja         |        |
| 17 grudnia | 50 m stylem dowolnym kobiet – finał                | 23,30   | Sarah Sjöström                                                                                   | Szwecja         |        |